# Мочала (деревня)
Мочала — деревня в Устюженском районе Вологодской области.
Входит в состав Мезженского сельского поселения, с точки зрения административно-территориального деления — в Мезженский сельсовет.
Расположена на берегу небольшой реки, притока Мезги. Расстояние по автодороге до районного центра Устюжны — 18 км, до центра муниципального образования деревни Долоцкое — 20 км. Ближайшие населённые пункты — Логиново, Марфино, Рожнёво.
Население по данным переписи 2002 года — 55 человек (25 мужчин, 30 женщин). Преобладающая национальность — русские (98 %).